# Le Loup de la Sila
Pour plus de détails, voir Fiche technique et Distribution.
Le Loup de la Sila (Il lupo della Sila) est un film dramatique italien réalisé par Duilio Coletti et sorti en 1949.
La majorité du film a été tourné sur le plateau de la Sila en Calabre.

## Synopsis
Pour venger son frère, injustement accusé d'un crime et tué alors qu'il fuyait la police, Rosaria séduit le coupable et son fils, s'enfuyant avec le second à la veille de son mariage avec le premier.

## Fiche technique
- Titre original : Il lupo della Sila[1]
- Titre français : Le Loup de la Sila ou Vendetta[2]
- Réalisateur : Duilio Coletti
- Scénario : Giuseppe Gironda, Mario Monicelli, Carlo Musso, Ivo Perilli, Steno, Vincenzo Talarico
- Photographie : Aldo Tonti
- Montage : Adriana Novelli (it)
- Musique : Enzo Masetti, Osvaldo Minervini
- Décors : Ivo Perilli
- Production : Dino De Laurentiis
- Société de production : Lux Film
- Pays de production :  Italie
- Langue originale : italien
- Format : Noir et blanc - 1,37:1 - Son mono - 35 mm
- Durée : 95 minutes
- Genre : Drame social
- Dates de sortie :
  - Italie : 27 décembre 1949
  - France : 27 octobre 1950
- Affiche : Duccio Marvasi (France)

## Distribution
- Silvana Mangano : Rosaria
- Amedeo Nazzari : Rocco
- Vittorio Gassman : Pietro
- Jacques Sernas : Salvatore
- Luisa Rossi : Orsola
- Olga Solbelli : la mère de Pietro et Rosaria
- Dante Maggio : Docteur Bidde
- Michele Capezzuoli : Salvatore enfant
- Laura Cortese : Rosaria enfant
- Attilio Dottesio : l'homme qui dérange Rosaria à la foire